# Dictadura democrática popular

Emblema Nacional de la República Popular China.

La dictadura democrática popular (en chino tradicional, 人民民主專政; en chino simplificado, 人民民主专政; pinyin, Rénmín Mínzhǔ Zhuānzhèng) es una frase incorporada en la Constitución de la República Popular China (PRC) por Mao Zedong, el entonces presidente del Partido Comunista de China (PCCh).

## Características
El concepto y la forma de gobierno es similar al de la democracia popular, que se implementó en varios estados de Europa central y oriental controlados por los comunistas bajo la dirección de la Unión Soviética.
La premisa de la "dictadura democrática popular" es que el PCCh y el estado representan y actúan en nombre del pueblo, pero en la preservación de la dictadura del proletariado, poseen y pueden usar poderes contra las fuerzas reaccionarias. Implícito en el concepto de dictadura democrática popular está la noción de que el control dictatorial del partido es necesario para evitar que el gobierno colapse en una "dictadura de la burguesía", una democracia liberal, que, se teme, significaría políticos que actúan en el interés de la burguesía. Esto sería contrario a la carta socialista del PCCh.

## Orígenes
El uso más conocido del término ocurrió el 30 de junio de 1949, en conmemoración del 28.º aniversario de la fundación del Partido Comunista de China. En su discurso, Sobre la dictadura democrática popular, el presidente Mao Zedong expuso sus ideas sobre una dictadura democrática del pueblo y brindó algunas refutaciones a las críticas que anticipó que enfrentaría.